# Wojnicz (gromada)
Wojnicz – dawna gromada, czyli najmniejsza jednostka podziału terytorialnego Polskiej Rzeczypospolitej Ludowej w latach 1954–1972.
Gromady, z gromadzkimi radami narodowymi (GRN) jako organami władzy najniższego stopnia na wsi, funkcjonowały od reformy reorganizującej administrację wiejską przeprowadzonej jesienią 1954 do momentu ich zniesienia z dniem 1 stycznia 1973, tym samym wypierając organizację gminną w latach 1954–1972.
Gromadę Wojnicz z siedzibą GRN w Wojniczu (wówczas wsi) utworzono – jako jedną z 8759 gromad na obszarze Polski – w powiecie brzeskim w woj. krakowskim, na mocy uchwały nr 19/IV/54 WRN w Krakowie z dnia 6 października 1954. W skład jednostki weszły obszary dotychczasowych gromad Wojnicz, Zakrzów, Łukanowice i Isep oraz przysiółek Dębina z dotychczasowej gromady Łętowice ze zniesionej gminy Wojnicz w tymże powiecie. Dla gromady ustalono 27 członków gromadzkiej rady narodowej.
31 grudnia 1959 do gromady Wojnicz przyłączono obszar zniesionej gromady Rudka.
31 grudnia 1961 do gromady Wojnicz przyłączono wieś Łopoń ze zniesionej gromady Sufczyn.
1 stycznia 1969 do gromady Wojnicz przyłączono obszar zniesionej gromady Wielka Wieś.
Gromada przetrwała do końca 1972 roku, czyli do kolejnej reformy gminnej. 1 stycznia 1973 reaktywowano gminę Wojnicz.